# Rinconada Llicuar (distrito)
Rinconada Llicuar é um distrito do Peru, departamento de Piura, localizada na província de Sechura.

## Transporte
O distrito de Rinconada Llicuar não é servido pelo sistema de estradas terrestres do Peru.